# Bolesław Różański
Bolesław Różański (ur. 1840, zm. 1886) – polski architekt, działający na terenie Rosji.

## Życie
Syn Dominika. Studiował z wolnej stopy w Cesarskiej Akademii Sztuk Pięknych w Petersburgu (1857–1862), na której uzyskał kolejno dyplomy artysty malarza (1862) a następnie plastyka III stopnia (1863),  II stopnia (1864) I stopnia (1867). Tytuł akademika architektury za projekt budowli Rosyjskiego Towarzystwa Technicznego otrzymał w 1870.
Pracował jako urzędnik w Towarzystwie Głównym Kolei Rosyjskich, potem w Komisji Techniczno-Budowlanej Ministerstwa Spraw Wewnętrznych, a następnie od 1869 jako architekt Rady Miejskiej Petersburga. W latach 1875–1885 wykładowca rysunku architektonicznego w Instytucie Technologicznym w Petersburgu. Prowadził również od 1869 zajęcia w Instytucie Inżynierów Cywilnych i w Szkole Majstrów Budowlanych. Był autorem wielu projektów kamienic w Petersburgu, m.in. w latach 1876 przy ul. Krasnoamiejskiej 13, 15 i 24, a w latach 1879–1880 przy ul. Dostojewskiego 21.